# Джайлс Барнс
Джайлс Гордън Барнс (на английски: Giles Gordon Barnes) е английски футболист, играещ като атакуващ полузащитник или втори нападател. Висок 1,83 метра.
Дебютира в професионалния футбол за английския ФК Дарби Каунти през 2005 г. До края на 2008 г. е изиграл за „Дарби Каунти“ над 80 мача с отбелязани над 10 гола. През 2009 г. има малък период под наем във Фулъм, а през 2010 г. преминава в Уест Бром.